# 스노우 화이트 앤 더 헌츠맨
《스노우 화이트 앤 더 헌츠맨》(영어: Snow White and the Huntsman)은 미국의 판타지 모험 영화이다. 루퍼트 샌더스의 첫 영화 연출작이며, 에번 도허티 등이 각본을 맡고, 크리스틴 스튜어트, 샬리즈 세런, 크리스 헴즈워스, 샘 클래플린 등이 출연하였다. 영국에서는 2012년 5월 30일에, 대한민국에서는 5월 31일에, 미국에서는 6월 1일에 개봉하였다.
2013년 제85회 아카데미상에서 의상상(콜린 애트우드), 시각 효과상(세드릭 니컬러스트로이언, 필립 브레넌, 닐 코볼드, 마이클 도슨) 후보에 올랐다. 또한 제39회 새턴상 판타지 영화 부문 작품상, 여우 조연상(샬리즈 세런), 의상상, 특수 효과상 후보작이다.
속편 《헌츠맨: 윈터스 워》(2012)로 이어진다.

## 줄거리
폭정으로 통치되는 왕국의 허영심 많고 이기적인 러베나 여왕(샬리즈 세런 분)은 의붓딸 백설 공주(크리스틴 스튜어트 분)가 자신을 제치고 “세상에서 가장 아름다운 여자”가 됐을 뿐만 아니라 미래에 왕국을 통치하게 될 인물이라는 사실을 알게 된다.
하지만 여왕은 마법의 거울(크리스 오비 분)로부터 권좌를 지킬 수 있는 유일한 방법을 알게 되는데, 그것은 바로 백설 공주의 심장을 먹고 불로불사의 존재가 되는 것이다.
백설 공주는 여왕을 피해 어둠의 숲으로 달아나고, 여왕은 사냥꾼 에릭(크리스 헴즈워스 분)에게 백설공주를 찾아내 죽이라는 명령을 내린다. 하지만 에릭은 오히려 백설공주를 동정하여 싸움 기술을 전수해 준다.
이제 백설 공주는 여덟 명의 난쟁이와 윌리엄(샘 클래플린 분)의 도움을 받으며 계모인 여왕을 몰아내기 위해 반란을 일으키기 시작한다.

## 출연진
주요 인물
- 크리스틴 스튜어트 - 백설 공주 역
  - 래피 캐시디 - 백설 공주 아역
- 샬리즈 세런 - 러베나 여왕 역
  - 이지 미클스몰 - 러베나 여왕 아역
- 크리스 헴즈워스 - 사냥꾼 에릭 역: 아내와 사별한 술주정꾼.
- 샘 클래플린 - 윌리엄 역
  - 제이비어 앳킨스 - 윌리엄 아역
- 샘 스프루얼 - 핀 역: 러베나의 남자 형제이자 명령 집행자.
  - 엘리엇 리브 - 핀 아역
- 빈센트 리건 - 해먼드 공작 역: 윌리엄 아버지.
- 릴리 콜 - 그레타 역
- 노아 헌틀리 - 매그너스 왕 역: 백설 공주 아버지.
- 리버티 로스 - 엘리너 여왕 역: 백설 공주 어머니.
- 크리스 오비 - 마법의 거울 역 (목소리 및 형상 연기)
- 레이철 스털링 - 애나 역
- 해티 고터베드 - 릴리 역
- 그레그 힉스 - 흑기사 장군 역
- 피터 퍼디낸도 - 흑기사 역
- 애너스테이자 힐리 - 여왕의 어머니 역
- 맷 베리 - 퍼시 역

여덟 난쟁이
- 이언 맥셰인 - 비스 역: 대장 난쟁이.
- 밥 호스킨스 - 뮤어 역: 눈이 먼 연장자 난쟁이.
- 레이 윈스턴 - 고트 역: 성질이 고약한 난쟁이.
- 닉 프로스트 - 니온 역: 비스의 오른팔인 난쟁이.
- 토비 존스 - 콜 역: 듀어의 형제인 난쟁이.
- 에디 마선 - 듀어 역: 콜의 형제인 난쟁이.
- 조니 해리스 - 쿼트 역: 뮤어의 아들인 난쟁이.
- 브리언 글리슨 - 거스 역: 막내 난쟁이.

그 외
- 제이미 블래클리 - 이언 역
- 데이브 러지노 - 브로치 역
- 마크 윙겟 - 토머스 역
- 조이 앤사 - 올던 역
- 앤드루 홀리 - 경비병 역
- 세라 몰컨틴 - 농민 역
- 폴 워런 - 수척한 농민 역 (크레디트 미기재)
- 앨릭스 무어 - 공작의 기사 역 (크레디트 미기재)

## 반응
평균 신장을 지닌 배우들이 난쟁이들을 연기했으며, 디지털 작업으로 만든 작은 몸체에 배우 얼굴을 덧붙였다. 왜소증 환자 권리 단체인 리틀 피플 오브 아메리카에서 이에 항의하였다.